# حسین خان نخجوانی
حسین خان نخجوانی (ترکی آذربایجانی: Hüseyn xan Naxçıvanski; روسی: Гусейн-хан Нахичеванский یا Хан-Гуссейн Нахичеванский) (زاده ۲۸ ژوئیه ۱۸۶۳، نخجوان – ژانویه ۱۹۱۹، سنت پترزبورگ) ژنرال سواره‌نظام اهل امپراطوری روسیه با اصالت آذربایجانی بود. وی تنها مسلمان ژنرال ارتش و نیروهای مسلح روسیه بود.

## پیوند به بیرون

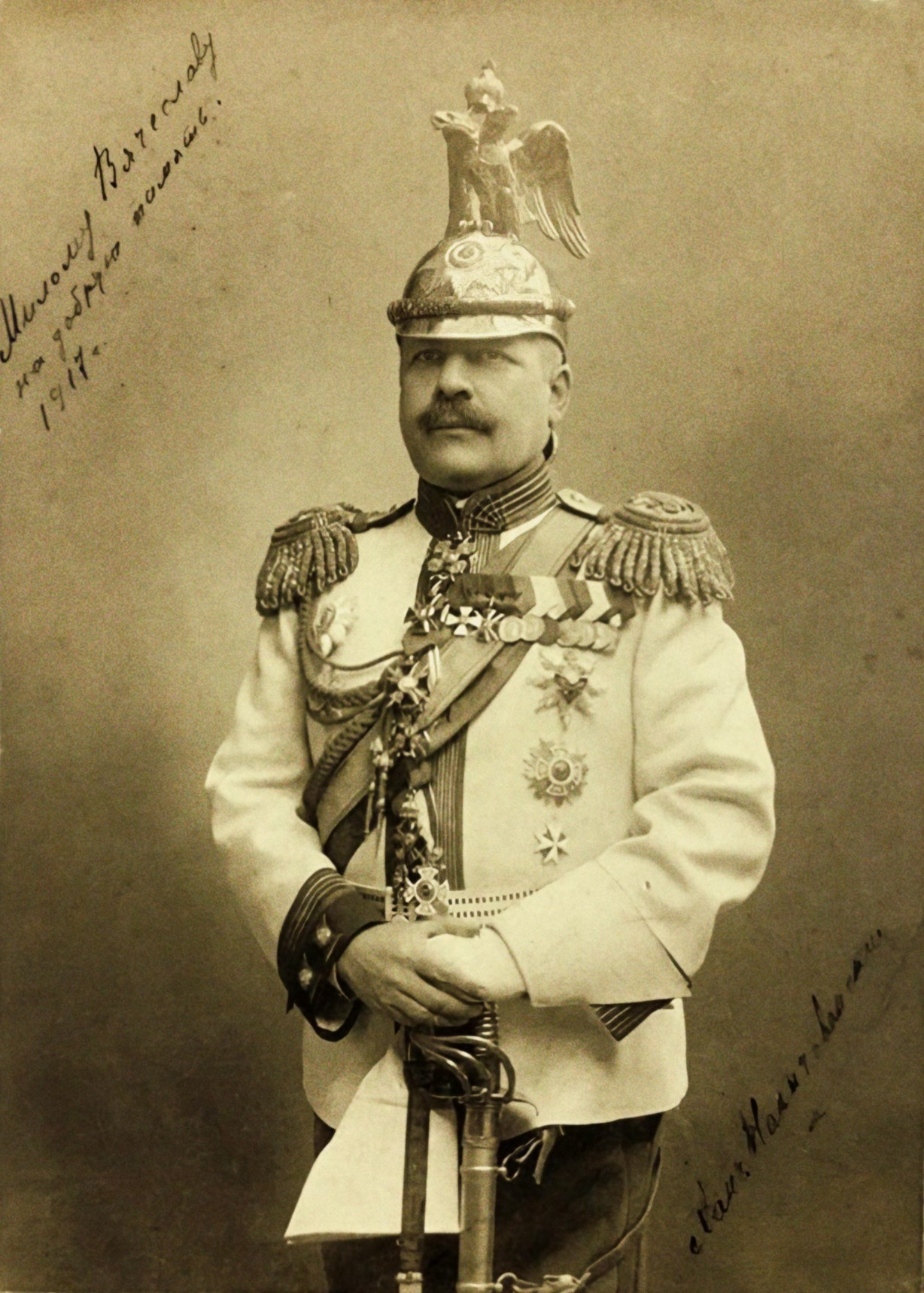
حسین خان نخجوانی